# ハルバート・フィールド
ハルバート・フィールド（英: Hurlburt Field）は、フロリダ州メアリー・エスターに位置するアメリカ空軍の基地である。ハルバート・フィールド空軍基地とも呼ばれる。アメリカ空軍の特殊作戦飛行部隊を統轄する空軍特殊作戦コマンド司令部が所在している。

## 概要
ハルバート・フィールドは、エグリン・フィールド（現エグリン空軍基地）の第9補助飛行場として建設され、第二次世界大戦勃発後は主に航空機やロケットなどの研究開発および実験場として使用された。第二次世界大戦後は航空部隊基地としての運用が停止されたが、1947年にアメリカ陸軍航空軍からアメリカ空軍が独立すると、1948年1月13日に基地名がドナルド・ウィルソン・ハルバート（Donald Wilson Hurlburt）中尉にちなみ、ハルバート・フィールドへ改称された。
1955年4月1日に第17爆撃航空団の配備に伴い基地は再活性化され、1961年4月14日にはベトナムでの対ゲリラ戦を行う第4400戦闘乗員訓練飛行隊が配備された。1962年4月には第319航空コマンド飛行隊が再編成されたほか、1976年にUH-1N、CH-3E輸送ヘリコプターを運用する第20特殊作戦飛行隊が再編成された。1987年8月1日にはイリノイ州スコット空軍基地から空軍特殊作戦コマンドが移駐している。

## 所在部隊
空軍特殊作戦コマンド隷下
- 第1特殊作戦航空団
  - 第1特殊作戦群
    - 第4特殊作戦飛行隊（英語版） - AC-130J
    - 第8特殊作戦飛行隊（英語版） - CV-22B
    - 第11特殊作戦情報中隊（英語版）
    - 第15特殊作戦飛行隊（英語版） - MC-130H
    - 第23特殊作戦気象中隊（英語版）
    - 第34特殊作戦飛行隊（英語版） - U-28A（英語版）
    - 第65特殊作戦飛行隊（英語版） - MQ-9A
    - 第73特殊作戦飛行隊（英語版） - AC-130J
    - 第319特殊作戦飛行隊（英語版） - U-28A

  - 第1特殊作戦整備群
    - 第1特殊作戦航空機整備中隊
    - 第1特殊作戦整備中隊
    - 第801特殊作戦整備中隊
    - 第901特殊作戦航空機整備中隊

  - 第1特殊作戦医療群
    - 第1特殊作戦航空宇宙医学中隊
    - 第1特殊作戦歯科中隊
    - 第1特殊作戦医療運用中隊
    - 第1特殊作戦医療支援中隊

  - 第1特殊作戦任務支援群
    - 第1特殊作戦施設中隊
    - 第1特殊作戦通信中隊
    - 第1特殊作戦契約中隊
    - 第1特殊作戦福利厚生中隊
    - 第1特殊作戦兵站即応中隊
    - 第1特殊作戦警備中隊
- 第24特殊作戦航空団（英語版）
  - 第720特殊戦術群（英語版）
    - 第23特殊戦術中隊（英語版）
    - 第720作戦支援中隊
- 第492特殊作戦航空団（英語版）
  - 空軍特殊作戦学校
  - 第492特殊作戦群
    - 第18飛行試験飛行隊（英語版）
    - 第19特殊作戦飛行隊（英語版） - AC-130J、MC-130H

  - 第492特殊作戦訓練群
    - 第371特殊作戦戦闘訓練中隊
    - 第492特殊作戦高度能力中隊

アメリカ空軍戦闘センター隷下
- 第57航空団（英語版）
  - アメリカ空軍兵器学校
    - 第14兵器飛行隊（英語版） - AC-130U/W、MC-130H/J、U-28A、CV-22B
- 第505指揮管制航空団（英語版）
  - 第505試験評価群
    - 第84レーダー評価中隊（英語版）
    - 第605試験評価中隊

  - 第505訓練群
    - 第505戦闘訓練中隊
    - 第505通信中隊
    - 第505訓練中隊
    - 第705訓練中隊

第15空軍隷下
- 第800レッドホース群
  - 第820レッドホース中隊

第16空軍隷下
- 第67サイバー空間航空団（英語版）
  - 第318サイバー空間作戦群（英語版）
    - 第39情報作戦中隊（英語版）
- 第363情報・監視・偵察航空団（英語版）
  - 第361情報・監視・偵察群（英語版）
    - 第25情報中隊（英語版）
- 第557気象航空団
  - 第2気象群
    - 第2戦闘気象システム中隊

資材軍団隷下
- 第96試験航空団（英語版）
  - 第96作戦群
    - 第413飛行試験飛行隊（英語版） - AC-130U/J、MC-130H、U-28A

予備役軍団隷下
- 第556レッドホース中隊

フロリダ空軍州兵隷下
- 第125戦闘航空団（英語版）
  - 第249特殊作戦飛行隊 - CV-22B